# Харрис, Винони
Винони Ха́ррис (англ. Wynonie Harris; 24 августа 1913 — 14 июня 1969) — американский блюзовый певец, который известен как исполнитель жизнерадостных песен с шутливыми, а порою и неприличными словами. Многие музыковеды считают Харриса одним из отцов-основателей рок-н-ролла.

## Биография
Винони Харрис родился 24 августа 1913 в Омахе, Небраска в семье Мэлли Андерсон и Блю Джея. Незадолго до окончания высшей школы он теряет интерес к учёбе и начинает заниматься танцами с Велдой Шэннон, а вскоре и решает научиться петь блюз. Наибольшее влияние на него оказывают Биг Джо Тёрнер и Джимми Рашинг.
В 1944 его приглашают в оркестр Лаки Миллиндера, с которым Харрис записывает "Hurry, Hurry" и "Who Threw The Whiskey In The Well". Последняя, выпущенная примерно через год, приобретает огромную популярность, попадает и в ритм-н-блюзовые, где достигает первой позиции, и в поп-чарты.
В 1946—1952 годы Харрис был очень популярен, его песни одна за другой попадали в США в жанровые ритм-н-блюзовые хит-парады.
Особенно известна его кавер-версия на песню Роя Брауна «Good Rocking Tonight», продержавшийся шесть недель на 1-м месте в ритм-энд-блюзовом чарте «Биллборда» в 1948 году. Как пишет музыкальный сайт AllMusic, немногие песни в истории могут сравниться с этой по произведённому воистину сейсмическому воздействию. После этого успеха на протяжении 4 лет редкую неделю какая-нибудь из его песен не было в ритм-н-блюзовом хит-параде.
AllMusic также отмечает, что Уайнони Харрис, как никто другой из «блюзовых крикунов» того времени, жил, как пел — исполняемые его фирменным скрипучим голосом прыгучие песни о беззаботном счастливом времяпровождении будто являли собой саундтрек к его собственным рискованным любовным похождениям, выпивке и нескончаемым вечеринкам.
После 1952 года Харрис в чарты не входил, однако продолжал активно гастролировать. Но постепенно его популярность падала. Как пишет AllMusic, вины его в этом не было — с ним тогда работал музыкальный продюсер Генри Гловер, и песни Харриса были забойными как никогда. Просто изменились вкусы публики.
Потом Харрис записывался на разных лейблах: в 1956 году записал несколько синглов на Atco Records, в 1957 году на King Records, в 1960 году на Roulette Records, но успех не мог сравниться с прежним.
В 1963 году Харрису пришлось навсегда попрощаться со счастливыми временами, когда он разъезжал на «Кадиллаке» и вообще вёл в Нью-Йорке роскошную жизнь. Он вернулся в Лос-Анджелес и зарабатывал на жизнь малооплачиваемыми выступлениями в тех краях, да и то не всегда удавалось что-то найти. Несколько раз он делал попытки заработать за пределами шоу-бизнеса, например открывал бар.
В 1964 году Chess Records организовал для него сессию в студии звукозаписи, дав возможность записать три песни: "The Comeback", "Buzzard Luck" и "Conjured" . Результаты оказались очень многообещающими, но песни так и не были изданы.
В 1969 году Харрис умер от рака пищевода.

## Награды и признание
В 1994 году музыкант был принят в Зал славы блюза.
В 1995 году была выпущена книга Тони Коллинза "Rock Mr. Blues: The Life And Music of Wynonie Harris", где наиболее подробно описана жизнь певца и его окружения.
В 2009 году сингл Винони Харриса с песней «Good Rockin’ Tonight» (1948 год, King Records) был принят в Зал славы премии «Грэмми».
Кроме того, песня «Good Rockin’ Tonight» в исполнении Винони Харриса входит в составленный Залом славы рок-н-ролла список 500 Songs That Shaped Rock and Roll.

## Избранная дискография
В таблице представлены синглы, вошедшие в хит-парады.
| Год релиза | Название                          | Позиции     | Позиции | Примечания                                                            |
| Год релиза | Название                          | US R&B/Race | USРор   | Примечания                                                            |
| ---------- | --------------------------------- | ----------- | ------- | --------------------------------------------------------------------- |
| 1944       | Hurry Hurry!                      |             | 24      | с оркестром Лаки Миллиндера                                           |
| 1945       | Who Threw the Whiskey in the Well | 1           | 7       | с оркестром Лаки Миллиндера                                           |
| 1946       | Wynonie's Blues                   | 3           |         | с Illinois Jacquet and His All-Stars                                  |
| 1946       | Playful Baby                      | 2           |         | с Johnnie Alston and His All-Stars                                    |
| 1948       | Good Rocking Tonight              | 1           |         | автор Рой Браун, в 1954 году Элвис Пресли выпустил кавер-версию песни |
| 1948       | Lollipop Mama                     | 8           |         |                                                                       |
| 1949       | Grandma Plays the Numbers         | 7           |         |                                                                       |
| 1949       | I Feel That Old Age Coming On     | 10          |         |                                                                       |
| 1949       | Drinkin' Wine, Spo-Dee-O-Dee      | 4           |         |                                                                       |
| 1949       | All She Wants to Do Is Rock       | 1           |         |                                                                       |
| 1949       | I Want My Fanny Brown             | 10          |         |                                                                       |
| 1950       | Sittin' on It All the Time        | 3           |         |                                                                       |
| 1950       | I Like My Baby's Pudding          | 5           |         |                                                                       |
| 1950       | Good Morning Judge                | 6           |         |                                                                       |
| 1950       | Oh Babe!                          | 7           |         | С оркестром Лаки Миллиндера                                           |
| 1951       | Bloodshot Eyes                    | 6           |         |                                                                       |
| 1952       | Lovin' Machine                    | 5           |         | With Todd Rhodes and His Orchestra                                    |